# Turkije op de Olympische Winterspelen 1988
Tijdens de Olympische Winterspelen van 1988, die in Calgary (Canada) werden gehouden, nam Turkije voor de negende keer deel.

## Deelnemers en resultaten

### Alpineskiën
| Olympiër        | Discipline       | Resultaat | Prestatie                        |
| --------------- | ---------------- | --------- | -------------------------------- |
| Yakup Birinci   | super g (m)      | 44e       | 1.59,32 (+19,66)                 |
| Yakup Birinci   | reuzenslalom (m) | dnf-1     | opgave run 1                     |
| Yakup Birinci   | slalom (m)       | 31e       | 2.11,19 (+31,72) 1.09,08+1.02,11 |
| Ahmet Demir     | reuzenslalom (m) | 59e       | 2.43,74 (+37,37) 1.23,29+1.20,45 |
| Ahmet Demir     | slalom (m)       | 35e       | 2.17,53 (+38,06) 1.11,29+1.06,24 |
| Göksay Demirhan | super g (m)      | 47e       | 2.02,22 (+22,56)                 |
| Göksay Demirhan | reuzenslalom (m) | 53e       | 2.35,56 (+29,19) 1.18,82+1.16,74 |
| Göksay Demirhan | slalom (m)       | 36e       | 2.18,21 (+38,74) 1.13,22+1.04,99 |
| Resul Sare      | super g (m)      | 43e       | 1.57,65 (+17,99)                 |
| Resul Sare      | reuzenslalom (m) | 55e       | 2.37,40 (+31,03) 1.20,04+1.17,36 |
| Resul Sare      | slalom (m)       | 33e       | 2.16,59 (+37,12) 1.14,78+1.01,81 |

### Langlaufen
| Olympiër        | Discipline         | Resultaat | Prestatie            |
| --------------- | ------------------ | --------- | -------------------- |
| Erhan Dursun    | 15 km klassiek (m) | 79e       | 52.18,3 (+10.59,4)   |
| Erhan Dursun    | 30 km klassiek (m) | 84e       | 1:56.10,7 (+31.44,4) |
| Saim Koca       | 15 km klassiek (m) | 76e       | 51.36,6 (+10.17,7)   |
| Saim Koca       | 30 km klassiek (m) | 78e       | 1:44.55,7 (+20.29,4) |
| Fikret Ören     | 15 km klassiek (m) | 78e       | 52.05,1 (+10.46,2)   |
| Fikret Ören     | 30 km klassiek (m) | 81e       | 1:49.30,2 (+25.03,9) |
| Abdullah Yılmaz | 15 km klassiek (m) | 77e       | 51.54,6 (+10.35,7)   |
| Abdullah Yılmaz | 30 km klassiek (m) | 79e       | 1:46.48,2 (+22.21,9) |

Amerikaanse Maagdeneilanden · Andorra · Argentinië · Australië · België · Bolivia · Bondsrepubliek Duitsland · Bulgarije · Canada · Chili · China · Chinees Taipei · Costa Rica · Cyprus · Denemarken · Duitse Democratische Republiek · Fiji · Filipijnen · Finland · Frankrijk · Griekenland · Groot-Brittannië · Guam · Guatemala · Hongarije · IJsland · India · Italië · Jamaica · Japan · Joegoslavië · Libanon · Liechtenstein · Luxemburg · Marokko · Mexico · Monaco · Mongolië · Nederland · Nederlandse Antillen · Nieuw-Zeeland · Noord-Korea · Noorwegen · Oostenrijk · Polen · Portugal · Puerto Rico · Roemenië · San Marino · Sovjet-Unie · Spanje · Tsjecho-Slowakije · Turkije · Verenigde Staten · Zuid-Korea · Zweden · Zwitserland